# National Wildlife Federation
Die National Wildlife Federation (NWF) wurde 1936 gegründet und ist die größte Umweltschutzorganisation der Vereinigten Staaten. Die Organisation hat über fünf Millionen Mitglieder und ein jährliches Budget von mehr als 125 Millionen USD (2006) und ist darüber hinaus auch in der Publikationsarbeit tätig.

## Geschichte
Der US-amerikanische Präsident Franklin D. Roosevelt berief vom 3. bis zum 8. Februar 1936 die North American Wildlife Conference (deutsch: Nordamerikanische Umwelt-Konferenz) in Washington D.C. ein. Über 1.000 Teilnehmer aus allen US-Staaten, Kanada und Mexiko trafen sich dort mit dem Ziel, Menschen, Organisationen und Behörden zusammenzubringen, um gemeinsam die Natur und ihre Ressourcen zu schützen und wiederherzustellen. Hauptsprecher dieser Konferenz war Jay Norwood „Ding“ Darling, auf dessen Drängen hin die Konferenz überhaupt erst initiiert worden war. Er sprach sich nachdrücklich dafür aus, die bereits verursachten Schäden rückgängig zu machen und rief dazu auf, diese Interessen auch bei politischen Wahlen zu berücksichtigen.
Am 5. Februar 1936 wurde die General Wildlife Federation (deutsch: Allgemeiner Umweltbund) gegründet und Darling zu ihrem ersten Präsidenten gewählt. Ziel war es, alle interessierten Beteiligten zu organisieren, einen flächendeckenden Plan zur Wiederherstellung und Bewahrung der Umwelt zu entwickeln und die Öffentlichkeit über diese Vorgänge und deren Wichtigkeit zu sensibilisieren. Das erste jährliche Treffen der General Wildlife Federation begann am 1. März 1937 in St. Louis, Missouri, mit über 1.200 Teilnehmern. Der damalige Landwirtschaftsminister Henry Wallace trat als Hauptredner auf, forderte einen allgemeinen Perspektivwechsel hinsichtlich Umwelt- und Artenschutz („It is necessary to readjust our perspective and devote a much larger proportion of our interest to the subject of life itself.“) und betonte die Verantwortung der Regierung zu den gesetzten Zielen beizutragen. Mit dem 20. März 1938 begann die von der General Wildlife Federation ins Leben gerufene National Wildlife Restoration Week, deren Ziel es war, diese Verantwortung der Regierung (z. B. durch entsprechende Finanzierung oder Durchsetzung von Umweltschutzgesetzen) nachhaltig zu etablieren.
1938 wurde die Organisation in National Wildlife Federation (deutsch: Nationaler Umweltbund) umbenannt.